# Nova Tv
Nova Tv este un canal de televiziune din România, creat în Mediaș pe data de Ianuarie 19, 2004. Este singurul canal de știri din nordul județului Sibiu, era lansată sub titlul „Televiziunea care te privește.”

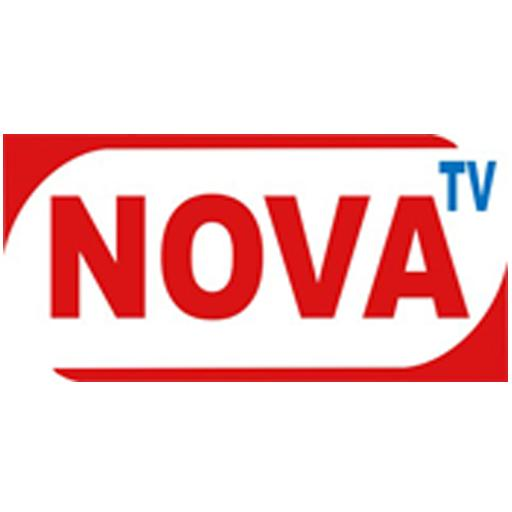
Logoul canalului din 2004 până în prezent

Marius Hinn este cel care coordonează echipa Nova Tv, de la început. Redactorul șef a spus că perioada sa a fost menită spre dezvoltarea canalului și spre calitate mai bună a producerilor. Echipa este formată din diferiți redactori experimentați. Printre ei se numără Jimi Ionescu, creatorul talk showului în linia întâi și Ada Gheorghe, creatorul showului „Mediaș 120.”
Subiectele discutate sunt din nordul județului și din orașul Mediaș în sine, canalul include și interviuri, mai ales în politică menționând primarul actual Gheorghe Roman.